# Роботи (Код Лиоко)
Роботи (фр. L'âme des robots) је двадесета епизода прве сезоне серије Код Лиоко.

## Опис
На часу хемије, професорка Херц објашњава одељењу о титанијуму док покушава да буши титанијумску плочу посебном бушилицом. Николас каже Херву да би требало да други употреби титанијум за свог робота на Годишњем такмичењу робота, на шта госпођа Херц каже да је тешко набавити чист титанијум. Она се такође нада да су сви учесници до сада завршили своје роботе.
У међувремену у фабрици, Ксена у просторији за монтажу активира компјутере и производи нешто од метала. Није приказано шта је, али суперкомпјутером хакује у мрежне системе Кадик академије и меморише личне фајлове Лиоко ратника.
Касније на академији, Херв у својој соби показује Николасу и Сиси робота којег ће користити, названог „Гвоздена Сиси“. Сиси мисли да је екстремно ружан, али пошто се Херву омакло на кратко, робот је случајно замахао ка њеном лицу. Због овога, она каже Херву да мора да победи или ће бити избачен из њене дружине. Ово важи и за Николаса. У међувремену, у Џеремијевој соби, Џереми такође својим пријатељима показује робота: Киви 2, настао по узору на Кивија. Онда Џереми објашњава да, као Киви, потребно је и робота изводити у шетњу да обави своје потребе.
У следећој сцени, показано је само финале такмичења робота. Џим објављује два учесника, Гвоздену Сиси и Кивија 2, који ће морати да играју кошарку управљани од стране својих твораца. Онда се Џереми и Херв (он нерадо) рукују и игра почиње. До последње рунде резултат је 4 према 4. Џим баца меч лопту увис и изгледа да ће Киви 2 победити. Међутим, Херв, злобно се смејући, притиска дугме на свом управљачу, због чега Џеремијев робот експлодира. Уместо да најави да је Херв победник, Џим најављује деветом разреду да имају физичко за пет минута.
Улрик, Јуми и Од прилазе забезекнутом Џеремију, који нема појма шта се десило. У том тренутку, долазе Мили и Тамија, које су снимиле све (показујући снимак у успореном режиму): наиме, када је Херв притиснуо дугме, Гвоздена Сиси је испалила навртку која је оштетила Кивија 2. Онда Лиоко ратници одлазе да разговарају са Хервом, али пре него што може ико ишта да каже, висок, човеколик робот се појављује и већина бежи. Он крене да нападне Џеремија док Херв и Сиси беже. Како би се заштитили, Од, Улрик, Јуми и Џереми се повуку у свлачионицу за дечаке. Робот убрзо покушава да се пробије док деветаци беже. Џереми ступа у контакт са Аелитом, која каже да је регистровала пулсације у планинском сектору. Улрик и Јуми остају да зауставе робота.
Након доласка у фабрику, Џереми виртуелизује Ода у планински сектор Лиока, где се он и Аелита боре против неколико блокова и покушавају да стигну до активираног торња. На Земљи, Улрик и Јуми траже од Херва да помогне да поразе робота. У згради природних наука, Херв прави робота који личи на птицу, који се на крају пробија кроз металну кожу Ксениног робота и тако га квари. Јуми и Улрик брзо иду у фабрику док је Херв остављен са осталим ученицима на академији. У Лиоку, Од се девиртуелизује, а Аелиту јури гомила канкрелата. Јуми је спасава, уништавајући их својом лепезом. У међувремену у фабрици, Улрик открива да је Ксена произвео још робота који покушавају да га убију.
Аелита деактивира торањ, спасавајући Улрика, док Џереми покреће повратак у прошлост. Џереми и Херв су опет на такмичењу. Као раније, Херв пали навртку, али Џереми усмерава Кивија 2 да је избегне. Због овога, Џереми је победио, публика дивља од узбуђења док их Џим обавезује да се рукују. Овог пута, Херв изнервирано излази из сале, док Сиси виче на њега.

## Емитовање
Епизода је премијерно емитована 14. јануара 2004. у Француској. У Сједињеним Америчким Државама је емитована 14. маја 2004.